# Arnoglossus
Arnoglossus är ett släkte av fiskar som beskrevs av Pieter Bleeker 1862. Arnoglossus ingår i familjen tungevarsfiskar (Bothidae).

## Dottertaxa tillArnoglossus, i alfabetisk ordning[1][2]
- Arnoglossus andrewsi
- Arnoglossus arabicus
- Arnoglossus armstrongi
- Arnoglossus aspilos
- Arnoglossus bassensis
- Arnoglossus boops
- Arnoglossus brunneus
- Arnoglossus capensis
- Arnoglossus dalgleishi
- Arnoglossus debilis
- Arnoglossus elongatus
- Arnoglossus fisoni
- Arnoglossus grohmanni
- Arnoglossus imperialis – kejsarvar
- Arnoglossus japonicus
- Arnoglossus kessleri
- Arnoglossus laterna – tungevar
- Arnoglossus macrolophus
- Arnoglossus marisrubri
- Arnoglossus micrommatus
- Arnoglossus muelleri
- Arnoglossus multirastris
- Arnoglossus nigrifrons
- Arnoglossus oxyrhynchus
- Arnoglossus polyspilus
- Arnoglossus rueppelii
- Arnoglossus sayaensis
- Arnoglossus scapha
- Arnoglossus septemventralis
- Arnoglossus tapeinosoma
- Arnoglossus tenuis
- Arnoglossus thori – thorsvar
- Arnoglossus waitei
- Arnoglossus yamanakai

## Bildgalleri

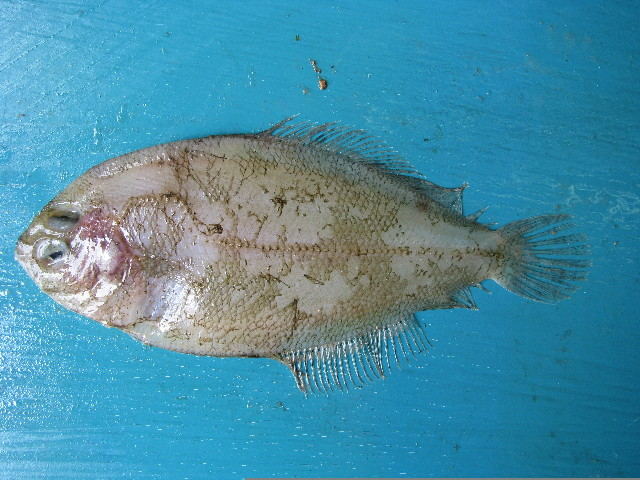
Arnoglossus capensis
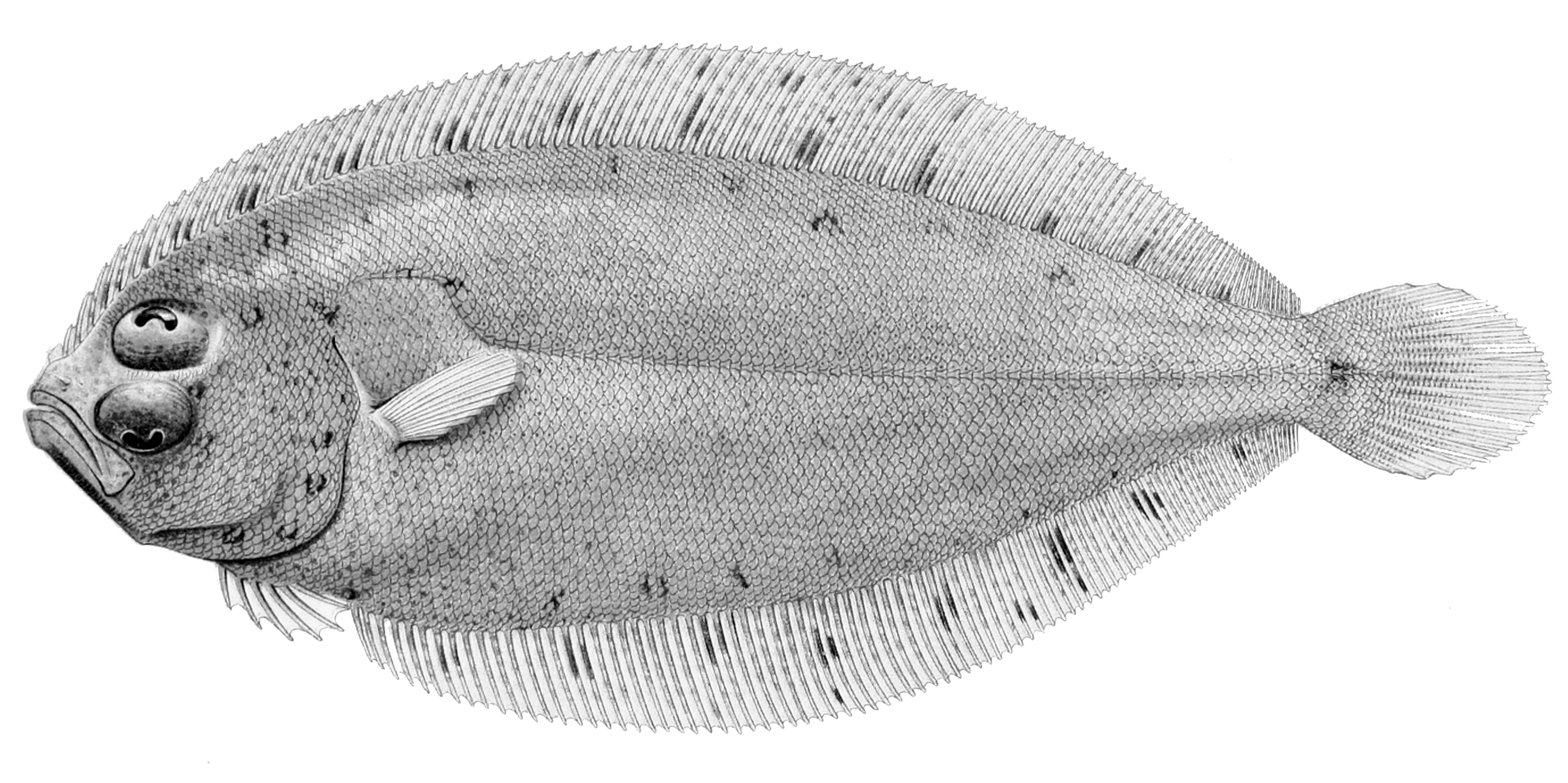
Arnoglossus debilis
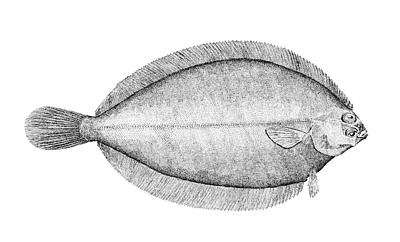
Arnoglossus scapha